# Entephria ruficinctaria
Entephria ruficinctaria là một loài bướm đêm trong họ Geometridae.